# کوه خدای آدم‌خوار
کوهِ خدایِ آدم‌خوار (ایتالیایی: La montagna del dio cannibale) یک فیلم ترسناک ایتالیایی به کارگردانی سرجو مارتینو است که در سال ۱۹۷۸ منتشر شد.

## بازیگران
- اورزولا اندرس
- استیسی کیچ
- کلاودیو کاسینلی
- فرانکو فانتازیا
- آنتونیو مارسینا